# 激流青春
《激流青春》（Teen Waves）是由香港亞洲電視青春偶像劇，製作單位為Media Production Ltd所製作的首套青春偶像劇，並於aTV自2007年10月8日更換新台徽後，首套播放的自製電視劇，亞洲電視特意到此劇的拍攝地清遠市製作旅遊節目《激‧遊》為本劇宣傳，本劇由2007年10月15日起，逢星期一至星期五9:00-9:30PM於本港台首播，每集約半小時，11月2日播放大結局，共15集。
該節目由P&G冠名贊助，故稱《P&G 20週年劇場：激流青春》。

## 主要演員
| 演員                   | 角色     | 關係／暱稱 |
| 張達明                 | 達sir    |            |
| 黃一飛                 | 瑤族長老 |            |
| 邵仲衡                 | 邵哥     |            |
| 翟威廉                 | 翟勝文   |            |
| 趙 涌                  | 林師傅   |            |
| 馬凱儀                 | 花       |            |
| 連詩雅                 | 思齊     |            |
| 張肇麟                 | 小B      |            |
| 張嘉麟                 | 阿冬     |            |
| 薛振宇                 | 史嬌拔   |            |
| 譚綺慧                 | Koji小松 |            |
| 何君誠                 | 海生     |            |
| 陳艾壎（原名：陳詩穗） | 詠心     |            |
| 何浚尉（原名：何嘉豪） | 雨生     |            |
| 江天賜                 | 亨利     |            |
| 何靖妍                 | 蘭茜     |            |
| 陳詩亮                 | 毛俊輝   |            |

## 收視
以下為該劇於亞洲電視首播之收視紀錄（15/10/2007-02/11/2007）星期一至五：
| 週次 | 日期                    | 平均收視 |
| ---- | ----------------------- | -------- |
| 1    | 2007年10月15日-10月19日 | 3點      |
| 2    | 2007年10月22日-10月26日 | 2點      |
| 3    | 2007年10月29日-11月2日  | 2點      |

## 外部連結
- 亞洲電視 - 激流青春

| 天之驕子 -11月16日                       |                                          |                                          |                                                      |                            |                            |                            |
| 上一套： 非戲劇節目 行行任篤笑 -10月13日 | 上一套： 非戲劇節目 行行任篤笑 -10月13日 | 上一套： 非戲劇節目 行行任篤笑 -10月13日 | 本港台第二線劇集 激流青春 10月15日-11月2日 9:00-9:30 | 下一套： 靈舍不同 11月5日- | 下一套： 靈舍不同 11月5日- | 下一套： 靈舍不同 11月5日- |
| 詠春 -11月30日                           |                                          |                                          |                                                      |                            |                            |                            |